# Ponte do Arco de Baúlhe
A Ponte do Arco de Baúlhe localiza-se em Arco de Baúlhe, freguesia de Arco de Baúlhe e Vila Nune no município de Cabeceiras de Basto, distrito de Braga, em Portugal.
A ponte situa-se numa zona rural, isolada e atravessa o Rio Ouro, fazendo a ligação de Arco de Baúlhe e Pedraça.

## História
Esta ponte foi construída por volta do sec. XVIII, sobre o Rio Ouro um afluente da margem direita do Rio Tâmega, para fazer uma continuação de um carreiro que liga as localidades de Arco de Baúlhe e de Pedraça. 
É uma ponte relativamente simples de tabuleiro plano que assenta sobre um arco de volta perfeita construído em cantaria.
Foi cartografada num mapa pela primeira vez em 1813 por ordem de Nicolau Trante. 
Em dezembro de 1997 foi classificada com Imóvel de Interesse Municipal. 

## Características
Ponte de tabuleiro plano, assente num arco de volta perfeita construído em cantaria, estrutura autónoma, construída em silhares graníticos. Tem um talha-mar de forma triangular no lado sul, a margem direita da ponte possui um pequeno vão para escoamento das águas. O chão é constituído por lajes graníticas e as 2 guardas laterais em cantaria com o sistema de encaixe macho-fêmea. 
Estrutura em cantaria, com algumas fiadas pseudo isómadas, ponte assente sobre um arco que tem como objetivo dispersar as forças verticais na ponte.